# Agrupación Nacionalista de Cantabria
La Agrupación Electoral Nacionalista de Cantabria (ANAC) fue una fuerza política española cuyo ámbito de actuación fue la comunidad autónoma de Cantabria durante los primeros años de la década de 1980.
Tras la creación del Partido Regionalista de Cantabria en el seno de la Asociación para la Defensa de los Intereses de Cantabria (ADIC), esta se había mostrado disconforme con la política de aquel y con el estatuto de autonomía de que se había dotado Cantabria.
El alejamiento entre ADIC y el PRC llevó a que ADIC creara una nueva opción política, la Agrupación Nacionalista de Cantabria, que se presentó a las primeras elecciones autonómicas en el año 1983, con Rafael de la Sierra, expresidente de ADIC, como candidato a la presidencia. Su programa se basaba en el desarrollo del estatuto de autonomía, el crecimiento económico, la profundización de la identidad cántabra y la defensa del medio ambiente.
Los resultados de la formación fueron testimoniales (1 869 votos, un 0,67% de los votos en Cantabria), siendo claramente superados por el PRC, que obtuvo 18 767 y dos escaños.
Tras el fracaso electoral, ANAC desapareció.